# Felícia Leirner
Felícia Leirner (Varsovia, Polonia, 1906 - Sâo Paulo, Brasil, 1996) fue escultora polaco-brasileña, residente en Brasil desde 1927.

## Biografía

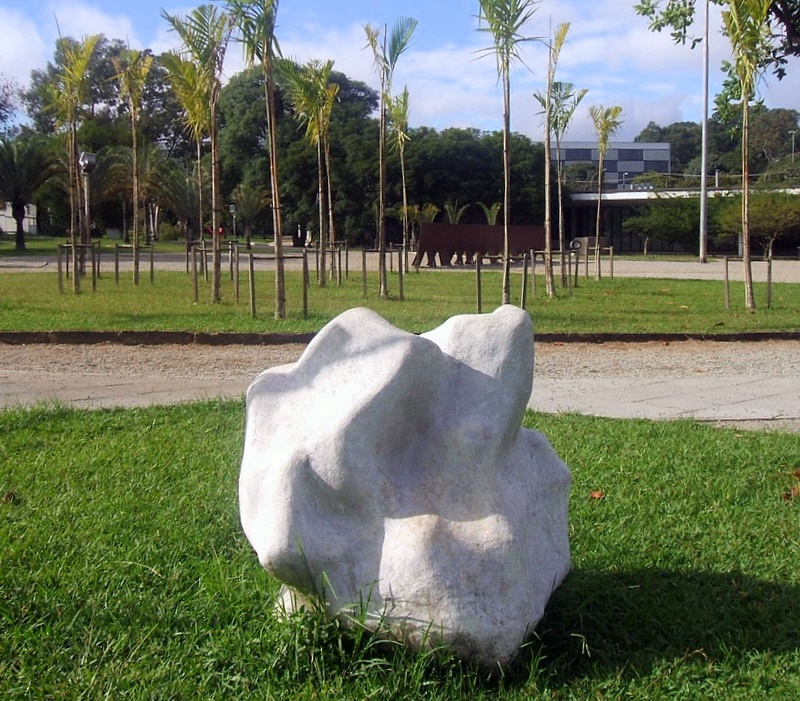
escultura en cemento blanco, instalada en los jardines del Museo de Arte Moderno de São Paulo

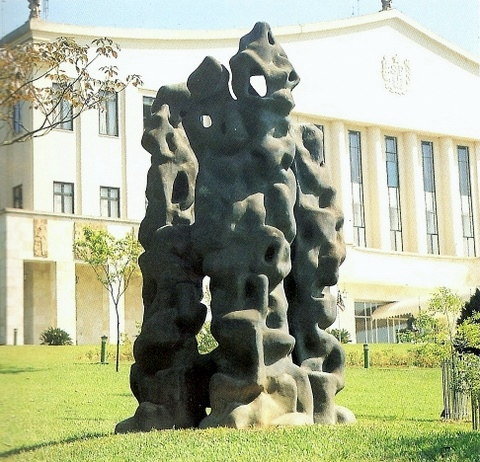
Colunas, 1975/76. Escultura de Felícia Leirner (Colección del Palácio dos Bandeirantes, São Paulo).

A los 44 años de edad, comenzó a estudiar escultura con el reconocido artista Víctor Brecheret . Sus primeros trabajos pertenecen a una etapa figurativa que abarca el periodo de 1950 a 1958. En 1953 y 1955, ya había confirmado su importancia como artista al participar en las bienales internacionales de São Paulo. En 1955, fue galardonada con el Premio de Adquisición del Museo de Arte Moderno de Río de Janeiro. En ese momento, su obra tuvo un importante reconocimiento en Brasil y en el extranjero. En 1957, sus esculturas se incorporaron a las colecciones del Museo de Arte de São Paulo (MASP) y el Museo de Arte Moderno de París.
Otros museos importantes de Europa, como el Museo Stedelijk de Ámsterdam y la Tate Gallery de Londres, también incluyeron obras de la escultora en sus colecciones. En 1963, la Bienal de São Paulo otorga a Felicia Leirner el premio al mejor escultor brasileño.
Entre 1958 y 1962, la artista ya consagrada, entrará en una nueva fase de su carrera. Sus obras comienzan a ser abstractas. Nace la serie de las Cruzes (Cruces - 1963), seguida de las Estruturações (estructuraciones - 1964/1965). Su trabajo sigue siendo reconocido en Brasil y en el extranjero. En las Bienales VIII, IX y X expone en salas especiales.
El Correo de Brasil emite un sello conmemorativo de la Décima Bienal eligiendo una escultura de Felicia para ilustrarlo. Otros museos de renombre mundial como el Hermitage de Rusia, el Museo Real de Bélgica, el Ein-Hod de Israel y la Galería Moderna de Belgrado dan acogida de sus obras.
En 1962, sacudida por la temprana muerte de su marido Isai Leirner (ver imagen lateral), abandona la ciudad de São Paulo por Campos do Jordao, que albergó sus esculturas hasta 1978, cuando fueron trasladadas al recién creado Museo Felicia Leirner.
Siempre buscando nuevas formas y materiales, láminas de arcilla, bronce y granito; comienza a producir grandes piezas de cemento blanco, con la ayuda de trabajadores de la región. Este es el punto de partida para la fase de los Habitáculos , en 1966, donde se mueve hacia el territorio de la arquitectura, con esculturas habitables. Su amor por la naturaleza y los animales le lleva en 1970 a la fase de los Bichos, un fantástico zoológico de formas variadas. 
En esa misma época, concibe un gran grupo dedicado al hombre y a la Familia.
Obra de grandes dimensiones, , con cerca de 8 metros de largo por tres metros de altura, fue ejecutado también en granito. Esta versión se encuentra en los jardines del antiguo Palacio de Gobierno del Estado de São Paulo. A partir de 1970, pasa a realizar grandes Colunas (Columnas - ver imagen lateral), llenas de cavidades, donde el agua de lluvia puede acumulaser y refrescar a las aves, animales por los que la escultora siempre han mostrado afecto especial. Obra emblemática de esta etapa es el São Francisco (San Francisco), con los brazos abiertos a la espera de la visita de los pájaros.
El amor de Felicia Leirner por la naturaleza en Campos do Jordao se concretó en 1978 con la creación del Museo de Felicia Leirner por parte del gobierno del estado de São Paulo. Todas sus obras y sus bienes fueron donados por la escultora al museo de nueva creación. El Centro Internacional de Escultura de Washington, a través de su revista Sculpture, clasificó en 1987, al parque de esculturas Felicia Leirner entre los más importantes del mundo.
Felicia Leirner continuó su trabajo, produciendo obras dentro del propio museo. La fase de los Portais (portales) se inicia en 1980 con formas recortadas, planas, que se distribuyen en el paisaje como mensajes enigmáticos. En 1982, pone dos bastidores en un árbol torcido. Es el final de su producción en el museo. A partir de entonces, se retira a su casa de Campos do Jordao, en la que sigue, como siempre, entretenida con su talento. Borda, hace alfombras, dibuja y escribe : Felicia también continuó produciendo pequeñas esculturas en arcilla, que fueron reproducidas a continuación, en bronce. Casi todas representaban pájaros.
Nunca envejeció, sólo se fue haciendo mayor. Amada por su familia, admirada por un gran número de artistas e intelectuales pasó sus últimos años, entre Campos do Jordão y São Paulo, cuando la temperatura era suave. Felicia Leirner murió con tranquilidad a los 92 años en su casa de São Paulo.

A continuación un poema escrito por Felicia Leiner en el que describe el proceso creativo de la escultura:

"O Que Faço:
Arrumo, Desarrumo,
corto, Emendo, Arranjo,
Furo Papel, Pano, Tudo Que Estiver Ao Meu Alcance
Arrumando, Dessarrumando, Modificando
E Daí, O Que Valeu?
Valeu O Que Senti E Modifiquei."

"Lo Que Hago:
Ordeno, Desordeno,
corto, Modifico, Ensamblo,
Agujereo Papel, Paño, Todo Que Está A Mi Alcance
Ordenando, Desordenando, Modificando
Y luego, ¿qué vale?
Vale Lo Que Sentí  y Modifiqué. "

Felícia Leirner es madre de la escritora, ilustradora y artista plástica brasileña, Giselda Leirner y de Nelson Leirner, y abuela de Sheila Leirner y Laurence Klinger.

## Obras (Selección)
Entre las mejores y más conocidas obras de Felícia Leirner se incluyen las siguientes:
- Obras (selección)
- Figure (Figura -1950), Colección Banco Itaú en São Paulo
- Composition (Composición - 1962),[3] colección de la Tate Modern en Londres
- Cruzes I (Cruzes - 1963), Museo Felícia Leirner
- Estruturação II (Estrutura II 1964/65), Museo Felícia Leirner
- São Francisco (San Francisco de Asís - 1966)
- Escultura (1973), Jardín de Esculturas, Museo de Arte Moderno de São Paulo
- Colunnas (1975/76), Acervo del Palacio de los Bandeirantes en São Paulo
- Os Pássaros (Los pájaros - 1978/79), Plaza da Sé, en São Paulo
- Lua na Janela (1982), Museo Felicia Leirner